# 派恩艾爾 (佛羅里達州)
派恩艾爾（英語：Pine Air）是位於美國佛羅里達州棕櫚灘縣的一個人口普查指定地區。

## 地理
派恩艾爾的座標為26°39′32″N 80°06′26″W / 26.65889°N 80.10722°W，而該地最高點為海拔高度5米（即16英尺）。

## 人口
根據2010年美國人口普查的數據，派恩艾爾的面積為0.84平方千米，當中陸地面積為0.84平方千米，而水域面積為0.00平方千米。當地共有人口2024人，而人口密度為每平方千米2,409人。